# 415

## Nașteri
- dată necunoscută: Papa Ilarie  (d. 468)
- dată necunoscută: Merovech  (d. 457)

## Decese
- martie: Hypatia, matematiciană, filosoafă și astronomă greacă, ce a trăit în Egiptul roman, la Alexandria (n. 360)